# Grote Prijs Eco-Struct
Der Grote Prijs Eco-Struct ist ein Straßenradrennen im Frauenradsport in Belgien.
Das Eintagesrennen wurde erstmals im Jahr 2020 unter dem Namen Grote Prijs Euromat ausgetragen, seit 2021 trägt das Rennen seinen aktuellen Namen. Die Strecke führt in mehreren Runden durch die Gemeinde Wetteren in der Provinz Ostflandern. Das Rennen war bis 2021 in die Kategorie 1.2 eingestuft, seit 2022 gehört es zur Kategorie 1.1.

## Palmarès
| Jahr | Sieger            | Zweiter          | Dritter             |
| ---- | ----------------- | ---------------- | ------------------- |
| 2020 | Lorena Wiebes     | Charlotte Kool   | Susanne Andersen    |
| 2021 | Lorena Wiebes     | Susanne Andersen | Amber van der Hulst |
| 2022 | Charlotte Kool    | Rachele Barbieri | Lorena Wiebes       |
| 2023 | Amalie Dideriksen | Lara Gillespie   | Mirre Knaven        |
| 2024 | Chiara Consonni   | Anniina Ahtosalo | Daria Pikulik       |